# Per Olof Ekelöf
Per Olof Ekelöf, född 3 maj 1906 i Stockholm, död 17 september 1990 i Stockholm, var en svensk jurist och professor i processrätt vid Uppsala universitet. 

## Biografi
Ekelöf studerade bl.a. för Hägerström och Phalén, vars filosofi han vidareförde till juridiken. Ekelöf blev fil kand 1928, disputerade den 11 december 1937 vid Uppsala universitet, där han från 1943 till 1972 var professor i processrätt.
Ekelöf författade ett flertal verk i ämnet, bland annat en läroboksserie med titeln Rättegång I–V. Hans böcker och artiklar i juridiska tidskrifter och festskrifter har haft stort inflytande på processrätten; särskilt intresse har hans undersökningar av bevisvärdering rönt.
Ekelöf blev 1962 ledamot av Kungliga Vetenskapssamhället i Uppsala, 1968 ledamot av Kungliga humanistiska vetenskapssamfundet i Uppsala och 1969 ledamot av Kungliga Vetenskapsakademien. Han var jur hedersdoktor vid universiteten i Köln (1967), Oslo (1969) och Köpenhamn (1979).
Ekelöf var under ett antal år ledamot i styrelsen för stiftelsen som äger och ger ut Upsala Nya Tidning och var 1956–1972 Inspektor för Stockholms nation i Uppsala. 
Ekelöf ligger begravd på Galärvarvskyrkogården i Stockholm.

## Familj
Per Olof Ekelöf var son till  överste Nils (Edvard) Ekelöf och Marie-Louise, född Blixén. Ekelöf gifte sig 1944 med departementssekreteraren jur.kand. Marianne Hesser, född 23 november 1919, dotter till professor Carl Hesser och Thyra Hesser, född Almquist. Marianne Ekelöf var syster till justitierådet Torwald Hesser. Ekelöf är far till professor Tord Ekelöf.